# Gagelbestand
Der Gagelbestand ist ein 63 Hektar umfassendes Naturschutzgebiet im weitläufigen „Siegburger Staatsforst“, nördlich des Siegburger Ortsteils Stallberg. Der Forst gehört zur Stadt Lohmar.
Im Gagelbestand befinden sich die Stallberger Fischteiche. Die vom Menschen in der Nähe von prähistorischen Hügelgräbern angelegten Gewässer wurden weitestgehend sich selbst überlassen und haben sich seitdem zu einem Rückzugsgebiet für Tiere und Pflanzen, wie beispielsweise den Gagelstrauch und den Königsfarn, entwickelt.